# Nakum
Nakum ("Casa delle ceramiche" in lingua maya) è un sito archeologico della civiltà Maya, situato nella regione del bacino di Petén, in Guatemala. 

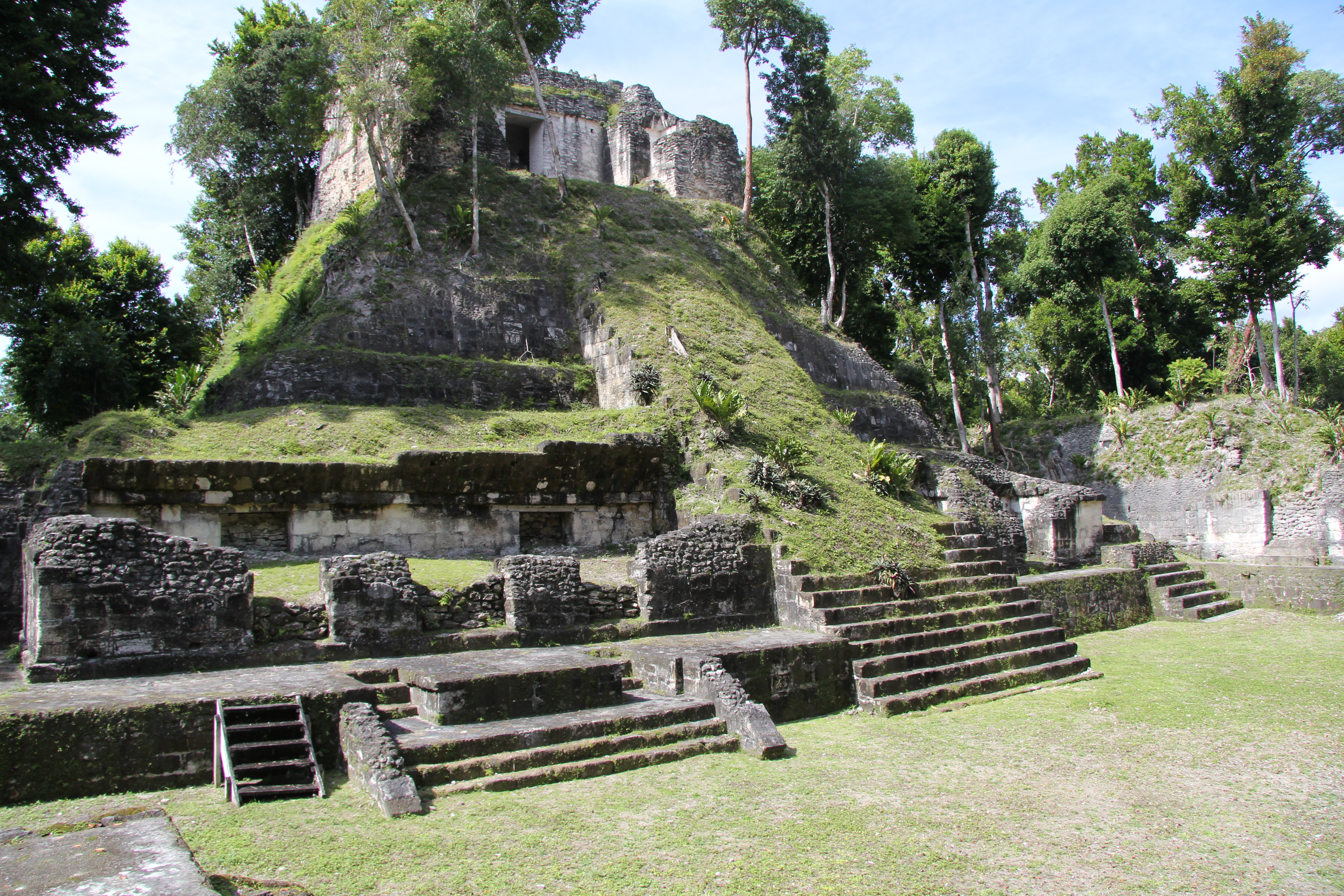
Tempio E, Nakum

La città venne occupata dal tardo preclassico. Nakum iniziò ad essere prosperosa tra il 700 e il 900, a causa della posizione strategica a nord del fiume Holmul. Vi sono 15 steli, una struttura con una cima triadica, chiamata struttura A, che con la struttura C forma un complesso astronomico. Vi sono molti graffiti e incisioni in lingua geroglifica maya.

## Descrizione
Il sito di Nakum potrebbe essere diviso in due settori principali, Nord e Sud, collegati da una strada. Il settore nord possiede molte costruzioni, ma non è stato studiato molto. Il settore Sud contiene l'acropoli e 11 patii, con un palazzo che contiene 44 stanze.
Come a Tikal la piazza centrale di Nakum è orientata verso le quattro direzioni e verso sud si trova il complesso di palazzi della città. Vicino si trova la piazza est con il tempio V. La piazza sud-est contiene il tempio U.

## Scoperta
Le rovine vennero riscoperte nel 1905 da Maurice Perigny. Da allora vi sono stati diversi progetti di restaurazione e spedizioni, tra cui una finanziata dalle autorità del Guatemala iniziata nel 1990.

## Fonti
Morales, Paulino I. ; 2005 ; Notas recientes de investigación arqueológica de rescate en sitios cercanos a comunidades al suroeste del Parque Nacional Yaxha-Nakum-Naranjo ; Famsi.org ; editore Juan Pedro LaPorte, Bárbara Arroyo e Héctor E. Mejía ; oclc 318056344 (ES) 
Sharer, Robert J. ; Robert Sharer, Loa P. Traxler ; The Ancient Maya ; isbn 0-8047-4816-0 ; oclc 28067148
Zralka, Jaroslaw ; The Nakum Archaeological Project ; Famsi.org